# Skresovi
Skresovi su umjetno jezero u Hrvatskoj. Nalazi se u Bjelovarsko-bilogorskoj županiji, u blizini grada Garešnice. Površina iznosi 55 376 m². Rijeka Garešnica prolazi kroz jezero. Jezero je poznato kao mjesto za ribolov, živi u njemu šarani, babuške, deverike, amuri i patuljasti somići.